# Ménilmontant (film)
Ménilmontant è un mediometraggio del 1926, diretto da Dimitrij Kirsanov.

## Trama
Un assassino uccide a colpi d'ascia un uomo e una donna davanti alla loro abitazione.
Due sorelle adolescenti percorrono un viale alberato per tornare a casa, e lì trovano i loro genitori morti.
Tempo dopo le due sorelle paiono essersi riprese, e lavorano confezionando bouquet in una manifattura cittadina.
Immagini della città.
La sorella minore inizia a frequentare un giovane uomo, trascorre una notte a casa sua, dopo di che il giovane pare disinteressarsi di lei, che inizia a prendere nota dei giorni tracciando segni su un muro urbano.
Un giorno vede, in una via, il giovane insieme alla sorella maggiore: entrambi entrano a casa di lui.
La sorella minore era rimasta incinta e partorisce un bimbo, dopo di che inizia desolata a girare per la città, col bambino in braccio, evidentemente priva di mezzi. Un signore anziano, seduto accanto a lei su una panchina, le offre del cibo.
Un uomo e una giovane donna entrano di notte in un hotel; all'uscita, la donna conta delle monete, poi entra in un bistrot e beve di nascosto dai bicchieri mezzi vuoti lasciati da precedenti avventori.
Immagini della città e ricordi d'infanzia della sorella minore.
Per strada, la sorella minore incontra casualmente e presenta il bambino alla maggiore, che appare dolersi. Due persone assistono all'incontro: il primo è il giovane uomo, che verosimilmente si rende conto solo ora di aver avuto un figlio; la seconda è la giovane donna dell'hotel, che subodora la situazione, affronta il giovane uomo e (insieme ad una terza persona) lo uccide con una mattonella del pavé.
Immagini dei dintorni della città. Confezionamento di bouquet.